# Lipsi (Tanz)
Der Lipsi (nach lipsiens, lat. für der Leipziger) ist ein Modetanz, der 1959 in der DDR eingeführt wurde. Kreiert wurde er, um den Gesellschaftstanz mit volkstümlichen Elementen zu erweitern. Mit Verbreitung amerikanischer Tänze wie dem Rock ’n’ Roll propagierte die DDR-Führung den Lipsi als Alternative. In der Bevölkerung fand dies keinen Anklang.
Er steht im 6⁄4-Takt. Der Lipsi konnte sich trotz seines recht einfachen Grundschrittes nicht behaupten, da er als konventioneller Paartanz kaum den Anforderungen des jugendlichen Tanzpublikums entsprach. Er verschwand deshalb innerhalb einiger Jahre wieder.

## Geschichte
Seit 1952 forderte die Tanzpublikation Der Tanz in der Laienkunst dazu auf, neue sozialistische Tänze für Ostdeutschland zu schaffen. Dabei bestand die Forderung, diese als Gesellschaftstanz zu gestalten. Der Gesellschaftstanz galt in der DDR eigentlich als bürgerlich, war jedoch zu dieser Zeit bei Erwachsenen und Jugendlichen äußerst beliebt und erschien so als geeignetes Instrument zur Propaganda.
Die Publikation bezeichnete die Gesellschaftstänze als degenerierte Volkstänze, die wieder zu ihren ursprünglichen Formen zurückgeführt werden müssten. Insbesondere sollte dies erreicht werden, indem Elemente klassischer Volkstänze in den Paartanz integriert wurden. Daraus folgte eine zunehmend dogmatische Regierungskampagne, die unter anderem zur Erfindung des Lipsi führte.
Seine Erfinder waren das Tanzlehrer-Ehepaar Christa und Helmut Seifert. Bekannteste Interpretin der Musik war die Sängerin Helga Brauer. Alle drei Künstler kamen aus Leipzig, der Name lehnt sich an die lateinische Version des Stadtnamens Lipsia an. Er stand damit in einer Reihe von neu erfundenen DDR-Tänzen wie dem Berolina.
Er wurde 1959 auf der Tanzmusikkonferenz in Lauchhammer vorgestellt. Grund für die Erfindung waren die von der DDR als Bedrohung wahrgenommenen westlichen Musikmoden, insbesondere Boogie-Woogie oder Rock ’n’ Roll, die als unerwünschte kapitalistische Beeinflussung der eigenen Jugend angesehen wurden. Diesen Musikmoden sollte eine sozialistische Tanzmusikkreation entgegenwirken. Im Vorgriff auf den erhofften Erfolg meldete die DDR den Lipsi weltweit zum Patent an.
Der Grundschritt wird folgendermaßen getanzt (Herrenschritte, Dame entsprechend seitenverkehrt):
1. Schritt mit dem linken Fuß nach links
2. Tap mit dem rechten Fuß nach links
3. Schritt mit dem rechten Fuß nach rechts
4. Tap mit dem linken Fuß nach rechts
5. Schritt mit dem linken Fuß nach links
6. Schritt mit dem rechten Fuß nach links (Füße schließen)

Der Lipsi begann in einer klassischen Tanzhaltung des Paartanzes und kombinierte die Chassé-Schritte mit Halbdrehungen in Walzer-Schritten. Hier griff der Lipsi auf das klassische Repertoire des Gesellschaftstanzes zurück. Diese Schritte wurden ergänzt um Drehschritte auf beiden Füßen und Tritten in Promenaden-Position. Diese stammten aus den Tänzen Spinnradl und dem Ländler. Echte Zitate aus dem Volkstanz kamen in Figuren zum Ausdruck, indem die Frau vor dem Mann Aufstellung nahm, ihm den Rücken zudrehte und über die Schulter blickte. Dies war eine direkte Übernahme aus dem Spinnradl. Der ganze Tanz betonte die Trennung der Geschlechter. Dem Mann waren die Kontrolle über Drehungen und Neigungen zugeordnet, der Frau die stärkeren stilisierten Bewegungen. Trotz der propagierten Gleichstellung der Geschlechter hielt auch der politisch geförderte Lipsi an derer strikten Unterschiedlichkeit fest.
Die Flamingos: Alle tanzen Lipsi und Martin Möhle Combo: Willibalds Lipsi spielten das Kunstprodukt Lipsi erstmals auf einer Amiga-Single 1959 ein. Es folgte dann eine Single mit Helga Brauer: Heute tanzen alle jungen Leute und dem Rundfunk-Tanzorchester Leipzig, Leitung Kurt Henkels: Lipsi Nr 1. Der Messe-Lipsi, wieder mit dem Rundfunk-Tanzorchester Leipzig und Kurt Henkels, war der letzte Titel von Amiga, bei dem der Name Kurt Henkels auf dem Label genannt wurde. Henkels ertrug die Bevormundung und Verpflichtung durch die SED nicht länger und floh in die Bundesrepublik Deutschland.
Nach seiner Erfindung förderte die DDR-Regierung den Lipsi, der ohne „Fremdmaterial“ auskam und auf ein rein traditionelles Bewegungsbild setzte als Alternative zum Rock ’n’ Roll und später zum Twist. Der Paartanz mit seinen wenig mitreißenden Rhythmen und Texten entsprach nicht den Erwartungen der Jugend. Sowohl in Halle als auch in anderen Städten der DDR haben sich die Jugendlichen in Sprechchören gegen den staatlich verordneten Tanz gewendet. So demonstrierten am 2. November 1959 vierzig junge Menschen durch die Leipziger Innenstadt. Sie skandierten dabei unter anderem: „Wir tanzen keinen Lipsi und nicht nach Alo Koll, wir sind für Bill Haley und tanzen Rock ’n’ Roll.“ Die DDR-Staatsführung ließ die Demonstration auflösen. 15 der Teilnehmer wurden zu Haftstrafen zwischen sechs Monaten und viereinhalb Jahren verurteilt.
Für Hans Bentzien, seinerzeit Sekretär für Kultur und Bildung der SED-Bezirksleitung Halle und Mitglied der Kulturkommission beim Politbüro des Zentralkomitees der SED, war die Aktion mit dem Lipsi hingegen nach 47 Jahren ein Grund zum Schmunzeln: „Der Lipsi war eine reine Propagandasache, die schnell in sich zusammenfiel und heute nur wieder herausgekramt wird, weil man so herrlich darüber lachen kann.“
Im Jahre 2015 (ein Vierteljahrhundert nach Ende der DDR) coverte Bürger Lars Dietrich Helga Brauers Lied „Heute tanzen alle jungen Leute“ und griff mit seinem dazugehörigen Videoclip den Tanz wieder auf.

## Musikbeispiele
- Helga Brauer: Hör mein Herz. Helga Brauer – Ihre größten Erfolge.
(u. a. mit: Heute tanzen alle jungen Leute im Lipsi-Schritt)
 Aelstertal (BuschFunk), 1999
- Various Artists: L’amigamore
 (Tanzmusik aus der DDR 1963–1970, gespielt u. a. von: Sputniks, Theo-Schumann-Combo, Rundfunk-Tanzorchester Leipzig, Alexanders)
 L’Age d’Or (17034), 1995.